# Glossostelma xysmalobioides
Glossostelma xysmalobioides är en oleanderväxtart som först beskrevs av Spencer Le Marchant Moore, och fick sitt nu gällande namn av Arthur Allman Bullock. Glossostelma xysmalobioides ingår i släktet Glossostelma och familjen oleanderväxter. Inga underarter finns listade i Catalogue of Life.